# Pseudogaurax boninensis
Pseudogaurax boninensis är en tvåvingeart som beskrevs av Kanmiya 1989. Pseudogaurax boninensis ingår i släktet Pseudogaurax och familjen fritflugor. Inga underarter finns listade i Catalogue of Life.